# Medicago truncatula
Medicago truncatula ist eine Pflanzenart aus der Gattung der Schneckenklees (Medicago).

## Beschreibung
Medicago truncatula, auch Gestutzter Schneckenklee genannt, ist ein einjähriger Schaft-Therophyt, der Wuchshöhen von 15 bis 30 (50) Zentimeter erreicht. Die Blättchen sind (6) 8 bis 15 Millimeter groß. Die Krone ist 6 bis 8 Millimeter groß. Die Hülsen haben einen Durchmesser von 7 bis 12 Millimeter, sind am Rücken mehr oder weniger stark behaart. Ihre (2) 4 bis 5 (8) Windungen sind dünner als 2 Millimeter. Ungefähr senkrecht zur Windungsebene stehen Stacheln, diese sind am Grund nur kurz oder nicht gefurcht. Die Rückennaht tritt auf jeder Seite mit je einer Furche hervor und bildet 3 Kiele.
Die Blütezeit reicht von März bis Mai.
Die Chromosomenzahl beträgt 2n = 14 oder 16.

## Vorkommen
Die Art kommt im Mittelmeerraum vor. Auf Kreta wächst sie auf Äckern, Brachland, Ruderalstellen, Phrygana und Sandküsten in Höhenlagen von 0 bis 1100 Meter.

## Bildergalerie

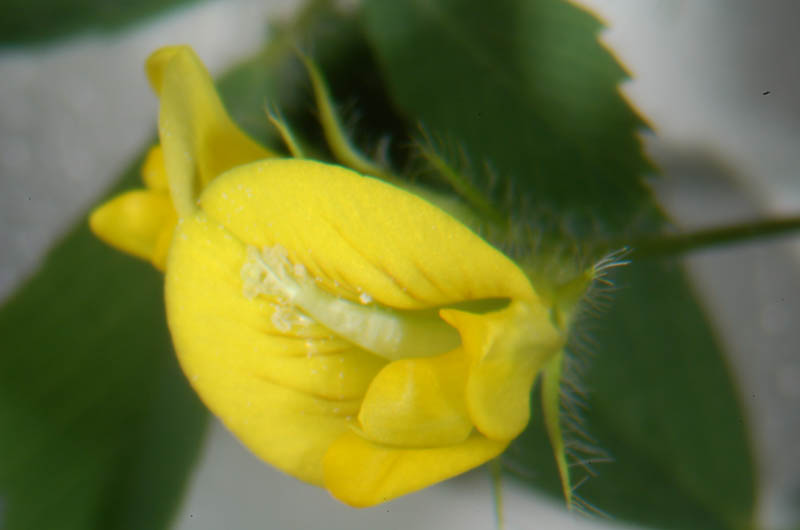
Blüte
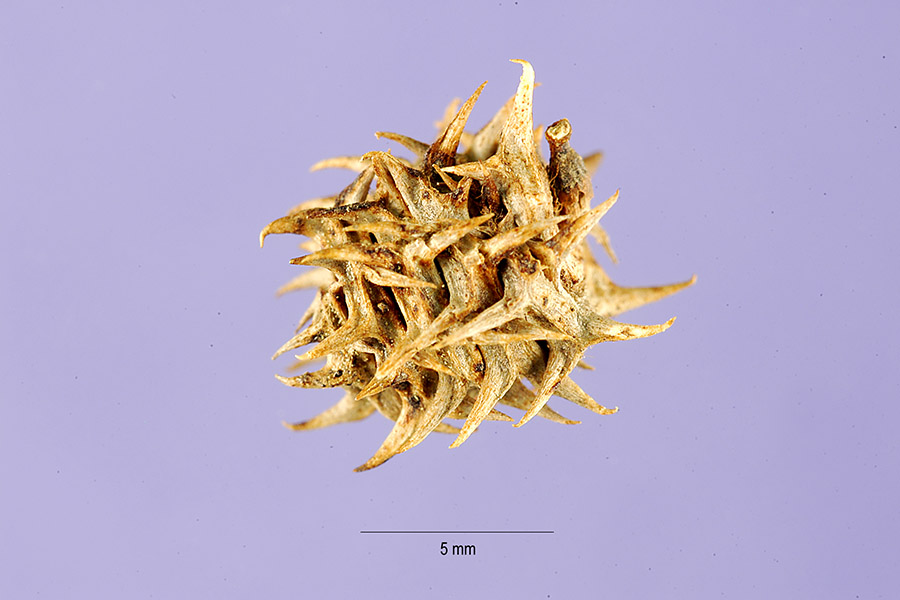
Frucht
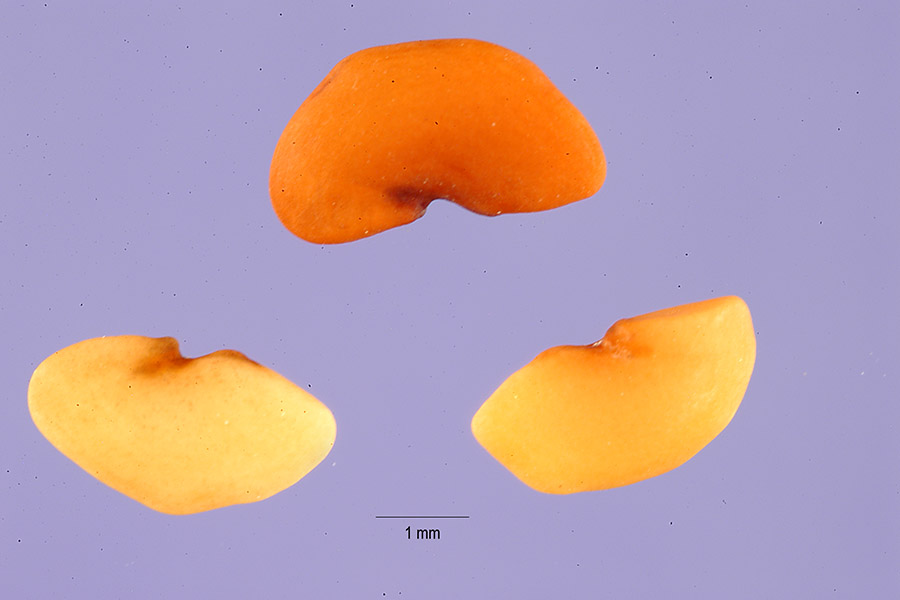
Samen